# Guglielmo Libri Carucci dalla Sommaja
Guglielmo Brutus Icilius Timeleone Libri Carucci dalla Sommaja, en francés Guillaume Libri o el conde Libri (1 de enero de 1803, Florencia - 28 de septiembre de 1869, Fiesole) fue un matemático, historiador y bibliófilo italiano que enseñó en Francia donde fue célebre por un robo de manuscritos originales y de libros raros.

## Juventud
Su padre, el conde Libri Bagnano, se había refugiado en Francia, y fue condenado en 1816 por la Corte judicial del Ródano a diez años de trabajos forzosos y a la marcación a hierro candente, por falsificación de efectos comerciales. Se escapó y reincidió, con nuevas condenas el 3 de mayo de 1817, antes de llegar a Bélgica y servir como agente secreto del rey de los Países Bajos Guillermo I de 1826 a 1830.
Aristócrata florentino con el título de conde, como su padre, Guillaume Libri frecuentó la facultad de derecho de Pisa desde 1816, y se doctoró en derecho en 1820, pero giró rápidamente hacia la matemática. Se hace notar desde este momento por Charles Babbage, Augustin-Louis Cauchy y Carl Friedrich Gauss, gracias la publicación de una «Teoría de los números», después en 1823, por la publicación de una «Memoria sobre varios puntos de análisis». A los 20 años, ya es profesor de física-matemática en la universidad de Pisa. Deja la enseñanza y viaja al año siguiente a París por su año sabático, donde frecuenta a algunos de los mejores matemáticos del momento. De regreso a Italia, se involucra con los Carbonarios de Toscana, y se debe exiliar en Francia, donde se naturaliza francés el 19 de febrero de 1833.

## El contexto francés
Su nombre aristocrático y su fortuna le abren puertas. Siendo matemático, es elegido correspondiente de la Academia de las ciencias, el 31 de diciembre de 1832; y el 18 de marzo de 1832, en la Sección de geometría Su amistad con el astrónomo y físico François Arago, (secretario de la Academia de las ciencias), le permite obtener ciertas plazas prestigiosas. En diciembre de 1834, después de la muerte de Legendre, es nombrado profesor-adjunto en la Facultad de las ciencias de París, responsable de un curso de cálculo de las probabilidades. Su relación con Arago empeora en 1835. Acaban siendo enemigos jurados y ciertas reuniones en la Academia resultan entonces malas. Gracias a su amistad con Guizot, en 1838 es nombrado miembro del despacho del Periódico de los sabios. Es promovido a chevalier de la Legión de Honor en 1838.
En 1839, es nombrado profesor titular de cátedra en la Facultad de las ciencias de París. Ingresa en 1843 al Colegio de Francia como titular de la cátedra de matemática, dimitiendo a Augustin Louis Cauchy y Jean-Marie Duhamel. Entre 1838 y 1841, publica una «Historia de las ciencias matemáticas en Italia desde el Renacimiento al siglo XVII» con fuentes originales de 1.800 piezas manuscritas, cartas y libros de Galileo, Fermat y Descartes, que dice haber adquirido a merced de ventas públicas. Ocultó más tarde que esos documentos fueron sustraídos de la Biblioteca Laurenciana. Bibliómano, poseía igualmente el libro de horas de Lorenzo el Magnífico. 
En 1843 se querelló en la Academia de las ciencias con su compañero matemático Joseph Liouville, a causa de los trabajos matemáticos inéditos de Évariste Galois
La patria de adopción de Libri abre nuevos horizontes a su pasión de bibliófilo. Las jefaturas de los departamentos habían heredado, por orden del Comité de Salvación Pública, los libros confiscados a los aristócratas y dignitarios del Antiguo Régimen, libros que no habían sido destruidos durante los saqueos de la Revolución francesa. Estas bibliotecas, poco conocidas, confiadas desde 1804 a la administración de las ciudades, en 1840 rara vez disponían de inventarios completos o de un conservador titular. Eran a menudo poco abiertas y reservadas a un público restringido de notables, de «sociedades de sabios» o de personas recomendadas (a menudo extranjeros).

## Trabajos matemáticos

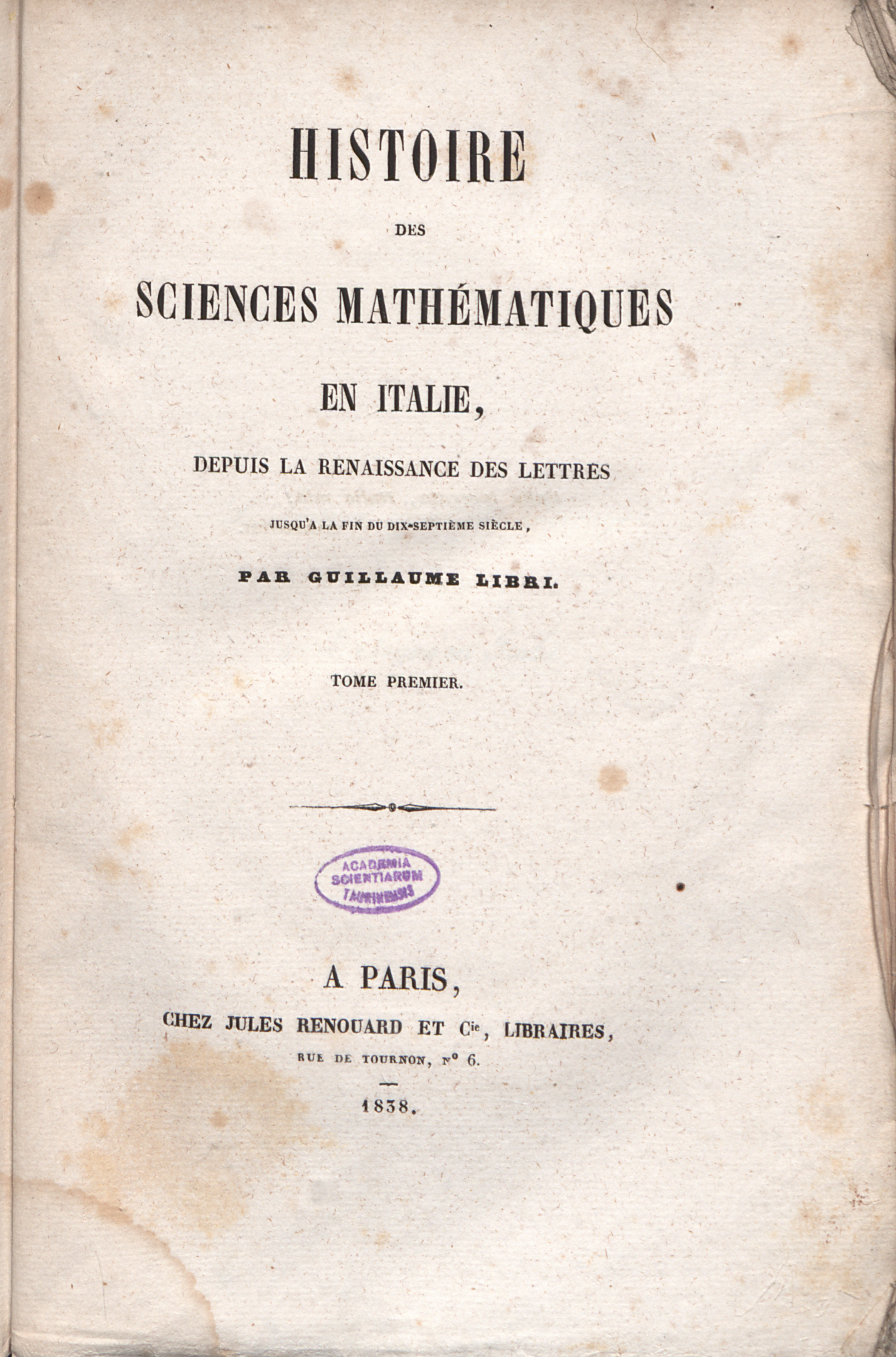
Historia de las ciencias matemáticas en Italia, 1838

En 1829, Libri publicó a sus expensas, seis memorias de matemáticas en Florencia con un número muy pequeño de ejemplares. Estos ejemplares difícilmente ubicables fueron reeditados en lo sucesivo por el matemático alemán August Leopold Crelle, editor y fundador del Journal für die reine und angewandte Mathematik, en diferentes volúmenes. En 1835, Crelle publicó un volumen que compila diez memorias de Libri : las seis memorias que había publicado anteriormente en su periódico, a las cuales se añaden cuatro inéditas que Libri le proporcionó.
Estas memorias llevan los siguientes títulos :
1. Memoria sobre algunas fórmulas generales de análisis.
2. Memoria sobre la teoría del calor
3. Memoria sobre las funciones discontinuas
4. Memoria sobre la teoría de los números
5. Memoria sobre la resolución de algunas ecuaciones indeterminadas
6. Memoria sobre la resolución de las ecuaciones indeterminadas con ayuda de las series
7. Memoria sobre la resolución de las ecuaciones algebraica cuyas raíces tienen entre ellas un informe dado, y sobre la integración de las ecuaciones diferenciales lineales cuyas integrales particulares pueden expresarse los unas por las otras (1830)
8. Memoria sobre las funciones discontinuas (1832)
9. Memoria sobre las integrales definidas por las diferencias finitas (1833)
10. Memoria sobre la integración de las ecuaciones lineales a las diferencias de todos los órdenes (1833)

Entre 1838 y 1841, Guillaume Libri publicó cuatro volúmenes titulados Historia de las ciencias matemáticas en Italia, después del renacimiento de las letras hasta el final del siglo diecisiete y que le valdrán hacerlo conocido por otras cosas que no sean sus robos:Tomo 1 Texto en línea·Tomo 2 Texto en línea·Tomo 3 Texto en línea·Tomo 4 Texto en línea.
Tratará en particular trabajos sobre los números del matemático italiano Leonardo de Pisa («Leonardo Pisano»), más conocido por el nombre de Leonardo Fibonacci. Él nunca usó este nombre, que le fue atribuido de manera póstuma por Libri. La Sucesión de Fibonacci se expresa así : todo enumera (a marchar del tercero) es igual a la suma de los dos precedentes, por ejemplo : 0, 1, 1, 2, 3, 5, 8, 13, 21, 34 etc. En la continuación (infinita) de Fibonacci, se puede deducir los números, por la regla de construcción, por propagación, sin tener necesidad de memorizarlas (ejemplo de proceso recursivo).

## Robo de libros
En 1841, Libri, conocido para su erudición y su conocimiento de la historia de los libros, llega a hacerse nombrar secretario de la  Comisión del Catálogo general de los manuscritos de las bibliotecas públicas de Francia. Abusando de sus funciones y fingiendo una mala salud (tosiendo frecuentemente, vestido con una gran capa en todas las estaciones, exigía quedarse solo en el archivo de las bibliotecas), recorre el país y, con un «préstamo» tras otro, completa poco a poco su colección de libros escasos y de autógrafos. Gracias a la confianza ciega del canónigo Hyacinthe Olivier-Vitalis, se apodera de numerosos documentos en la biblioteca Inguimbertina de Carpentras, tales como los «Obras de Teócrito y de Hesíodo» (Venecia, Alde, 1495), 72 de las 75 cartas de Descartes al Padre Mersenne (entre 1837 y 1847). A veces no vacilaba en mutilar ciertos manuscritos: cinco volúmenes de los fondos Peiresc y al menos dos mil folios desaparecieron así. La Biblioteca Real no se salvó, ni tampoco la Biblioteca del Arsenal. 

## La caída
Las declaraciones de robos (desde 1842) no llaman la atención de las autoridades hasta después de varios años. En 1846, dos denuncias (anónimas y bajo el seudónimo de Henri de Baisne) lleguen al fiscal del rey, que implica en particular los robos de libros de la biblioteca Inguimbertina de Carpentras. Un informe secreto fue redactado en 1847 por Félix Boucly, fiscal del rey, y depositado sobre el despacho del ministro de asuntos exteriores, François Guizot : entonces se estimaba en 500 000 francos el valor de los objetos sustraídos por Libri desde 1842. Pero Guizot tenía otros asuntos que resolver: la revolución crecía, y al estallar privó a Libri de todos sus apoyos. El 4 de febrero de 1848, el fiscal general resumió las quejas contra Libri, en un largo informe dirigido al Ministro de justicia, Michel Hébert. El ejecutivo detuvo el documento, por lo que tuvo que esperar la caída de la Monarquía de Julio el 24 de febrero de 1848 para que saliera a la luz.
Poco tiempo después, Libri fue informado por un redactor del periódico El Nacional, que estaba a punto de emitirse una orden de arresto a su nombre por las sospechas de robo de libros preciosos, entregándole un billete con estas meras palabras: «Ignoráis sin duda el descubrimiento que se ha hecho en el informe judicial con relación a vuestras inspecciones en las bibliotecas públicas. Creédme, ahorrádle a la nueva sociedad las reacciones que le repugnan. Ya no vengaís al Instituto.». 
Libri no esperó a que fuese arrestado, fugándose a Londres el 28 de febrero de 1848 con la complicidad de su colega de la comisión de los Monumentos históricos, Prosper Mérimée. Antes de huir de Francia, sin embargo hizo arreglos para que 30 000 de sus libros y manuscritos contenidos en 18 baúles fuesen enviados en Inglaterra. Solo seis de estos baúles serán confiscados por la aduana. Obtiene en Londres, bajo pretexto de ser un refugiado político de la Revolución francesa, el amparo de un compatriota italiano, Antonio Panizzi, director de la Biblioteca del British Museum (Libri obtendrá la nacionalidad inglesa al finalizar su vida).
El escándalo estalla finalmente bajo la Segunda República, cuando se publica el informe Boucly en El Monitor el 19 de marzo de 1848: se lleva a cabo una investigación minuciosa. Durante una pesquisa efectuada el 23 de marzo de 1848, en su alojamiento en Sorbona, se encuentran algunos manojos de documentos, restituidos posteriormente a la biblioteca Inguimbertina de Carpentras, una parte de la correspondencia del astrónomo polaco Johannes Hevelius, sustraída por Libri de la biblioteca del Observatorio. Los documentos encontrados por los investigadores fueron objeto de un estudio profundizado durante 3 años por los expertos Henri Léonard Bordier, Ludovic Lalanne y Félix Bourquelot.
Libri entabla un proceso contra el director del Monitor universal debido a la publicación del informe que lo incriminaba, y contra el director de El Nacional, debido al artículo publicado el 5 de abril de 1848
El 22 de junio de 1850, Libri fue sentenciado en París como reo contumaz a diez años de reclusión, a la retirada de la nacionalidad francesa y a la pérdida de sus empleos públicos. A instancias de la Academia de las ciencias, fechada el 20 de agosto de 1850, el escaño de Libri, ausente de Francia desde el 28 de febrero de 1848 fue declarado vacante por un decreto fechado el 1 de septiembre de 1850.
En Londres, el medievalista Achille Jubinal intentará defender la reputación de Guillaume Libri, en una carta dirigida el 3 de junio de 1851, a la revista literaria londinense Athenaeum.
Igualmente, Ludovic Lalanne y Henri Bordier redactan en 1851 un «Diccionario de piezas autógrafas robadas a las bibliotecas públicas de Francia» sobre más de 250 páginas. Posteriorment, el archivo de Bordier revelan el aspecto policial y secreto de las investigaciones preliminares destinadas a confundir a Libri, un gran personaje oficial honrado y protegido por las más altas autoridades (libro publicado en 2008, de André Jammes: Libri vaincu: enquêtes policières et secrets bibliographiques: documents inédits).
Prosper Mérimée, amigo y protector de Libri, contesta la decisión judicial con tal energía, que ataca «la cosa juzgada» en un artículo en la Revista de los dos Mundos del 15 de abril de 1852, que es igualmente acusado de ultraje público y condenado a su vez a una multa de 1 000 francos y a quince días de prisión, que efectuará a la Conciergerie.
Aunque Libri llegó a Inglaterra sin dinero, no era pobre en aquel entonces porque su nueva riqueza provenía de la venta de numerosos libros preciosos y de manuscritos remitidos previamente a Londres antes de su exilio forzoso. 
En 1847, Libri había concluido en gran secreto, por intermedio de su amigo Antonio Panizzi, y gracias a los consejos de John Holmes (1800-1854), un conservador adjunto de los manuscritos del British Museum, la venta de sus manuscritos al cuarto conde de Ashburnham, sin justificar la procedencia de 200 000 francos. Los manuscritos llegaron a «Ashburnham Place» en Sussex, el 23 de abril de 1847 (antes, Libri había intentado venderlos al British Museum).
Desde el 2 de julio de 1857 en adelante, organiza una venta de libros raros en París, donde obtiene una ganancia de 116 000 francos.
En 1861, Libri organiza en Londres dos grandes ventas de sus libros y manuscritos, produciendo un catálogo de 7 628 lotes, vendidos en dos partes. La primera venta, del 25 de abril de 1861 al 18 de julio de 1861, duró 61 días. De hecho, obtiene más de un millón de francos por las ventas de documentos, manuscritos, y libros, en una época donde el salario diario medio de un obrero era de aproximadamente cuatro francos. En 1862, organiza en Londres otra venta para la parte más valiosa de su colección, en Sotheby & Co, el 25 de julio de 1862, con la publicación de un catálogo de 143 p.
En 1868, la salud de Libri comienza a declinar, e incapaz de volver en Francia, abandona Inglaterra y vuelve a su Italia natal, donde residirá en una villa de Fiesole en Toscana, donde fallece el 28 de septiembre de 1869. Su tumba se encuentra en el Cementerio de las Puertas Santas, en Florencia.
En 1896, el matemático Joseph Bertrand, muy crítico hacia Libri, escribirá en los «Souvenirs académiques, un article anonyme de la Revue des deux Mondes», recuento de la política, de la administración y de las costumbres, Volumen 137, Tomo 4, (septiembre-octubre de 1896), (páginas 277-295), en la página 279: «Libri, muy joven en aqul encontes, pudo haberse concvertido en un geómetra. El dejó de estudiar, más no de producir. Para no ser olvidado, como lo hizo el concejo, escribió sus insignificantes memorias en el extranjero, muy malas y finalmente ridículas».

## Restitución parcial de los documentos robados
Después de su muerte, Léopold Delisle, administrador de la Biblioteca nacional, comenzó una larga investigación para resolver el asunto sobre si Libri era culpable de las acusaciones por las cuales había sido condenado en 1850, y demostró con una certeza absoluta que Libri era efectivamente un ladrón de gran envergadura, todo ello en un informe fechado el 28 de junio de 1883, dirigido a Jules Ferry, ministro de la Instrucción Pública y de las Bellas Artes. En 1888, el ejecutivo francés inició negociaciones con las autoridades inglesas, con la finalidad que los libros y manuscritos preciosos, robados por Libri, puedan ser restituidos por los compradores.
- Hará falta toda la tenacidad de Léopold Delisle, para obtener en 1888,[24] de los herederos del conde Bertram Ashburnham, la restitución, mediante pago, de una parte de los documentos robados, entre ellos el famoso Pentateuco de Tours.[25][26][27] Efectivamente, Léopold Delisle, estará en capacidad de probar que 166 de los elementos vendidos a lord Ashburnham, habían pertenecido a bibliotecas nacionales francesas (estos elementos serán restituidos finalmente en Francia).[28]

- En 1847, Libri había vendido 34 folios de Leonardo da Vinci, extraídos de la «Libreta A» (de 98 folios) así como 10 folios extraídos de la «Libreta B» (de 100 folios). Para desprenderlos, Libri empleaba ácido clorhídrico para quemar los hilos de las costuras. Estos folios tomaron entonces el nombre de su comprador, pasando a ser el «Codex Ashburnham 1875/1-2». Después de haber sido recuperados por la Biblioteca nacional en 1888, los folios robados fueron devueltos al Instituto de Francia en 1891, siendo conservados hoy bajo la cota Ms 2184-2185 y considerados como suplementos de la «Libreta A» y la «Libreta B».[29][30]

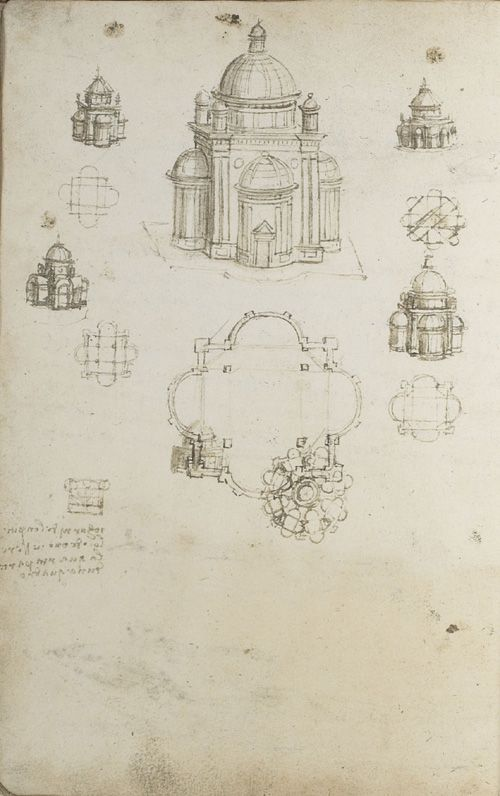
Codex Ashburnham - principio de construcción geométrica de las iglesias
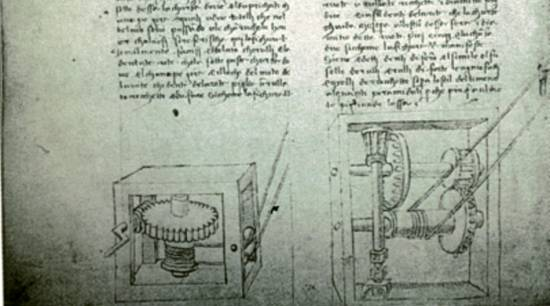
Codex Ashburnham - Esquema de principio del cabestrante de izado
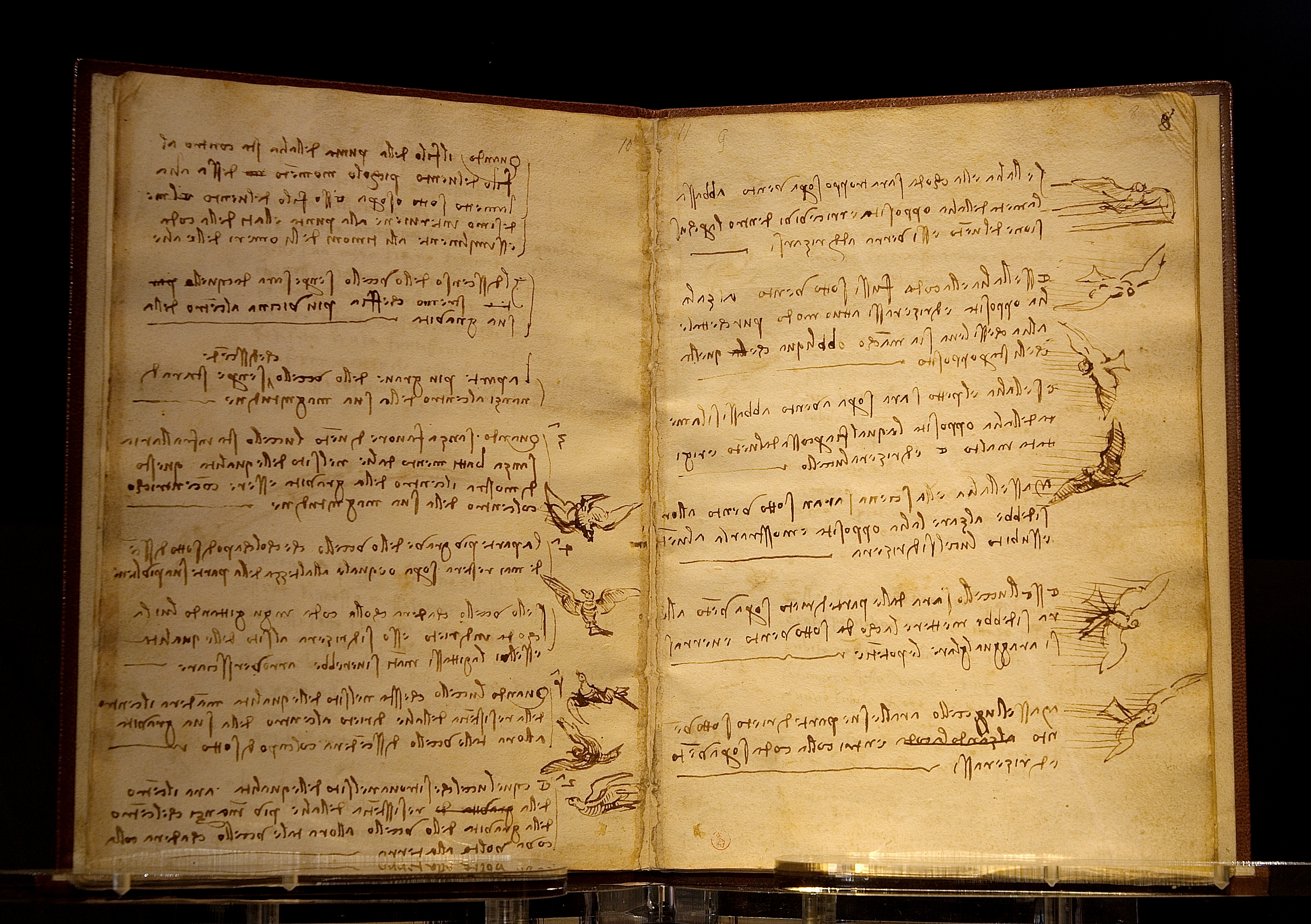
Codex sobre el vuelo de los pájaros (1505)

- Por su parte, el ejecutivo italiano compró en 1884 2000 manuscritos al conde Bertram Ashburnham, los cuales fueron devueltos a la Biblioteca Laurenciana.

- En 1867, Libri había robado también, al Instituto de Francia, de la «Libreta B» de Leonardo da Vinci, un cuaderno de 18 folios, conocido desde bajo el nombre de «Codex sobre el vuelo de los pájaros», «Codice sul volo degli uccelli». Fue vendido por Libri al Marqués Giacomo Manzoni, por 4 000 liras. Este lo cederá en 1892 al leonardista Théodore Sabachnikoff. En 1893, Théodore Sabachnikoff, será el primero en publicar una edición del «Codex sobre el vuelo de los pájaros», (OCLC 250553688 250553688). En mayo de 1893, ofrecerá el manuscrito a la reina de Italia, Marguerite de Saboya, que a su vez lo ofrecerá a la Biblioteca Real de Turín, donde está conservado actualmente ( por lo cual también es conocido como el «Códice de Turín»).[nota 4]

- En 2009, Erik-Jan Bos, un erudito en filosofía de la Universidad de Utrecht Países Bajos, había hecho una búsqueda en Google con los términos «autographed letter» y «Descartes». Así accedió al catálogo de la biblioteca de la universidad Haverford College, en las afueras de Filadelfia, que mencionaba en sus colecciones, una carta de Descartes al Padre Mersenne, fechada el 27 de mayo de 1641, y tratando la publicación de las Meditaciones metafísicas. Esta carta, había sido ofrecida a la universidad, por la viuda de uno de sus exalumnos, pero era propiedad de la Academia de las Ciencias desde 1676, (legados del matemático Gilles Personne de Roberval), después propiedad del Instituto de Francia.[31][32] La carta había sido sustraída por Libri entre 1837 y 1847.[33] La universidad restituyó este documento al Instituto de Francia el 8 de junio de 2010.[34][35][36]

- Otra carta de René Descartes de tres páginas y escrita en latín, fechada el 21 de enero de 1641 y dirigida al sabio inglés Thomas Hobbes por medio del Padre Marin Mersenne, fue restituida el 15 de junio de 2011 al Instituto de Francia por Jean Bonna, que la había obtenido en 1998 durante una subasta en Berlín, sin ninguna mención de procedencia.[37][38] Esta carta pertenecía al lote de 72 cartas de Descartes a Mersenne, robado por Libri, entre 1837 y 1847 (de 75 cartas), y cuya presencia en las colecciones estaba atestiguada hacia 1800.[39]

- En 2011, la Biblioteca Mazarino ha obtenido la restitución, sin cuota, de un libro desencuadernado y sustraído por Libri antes de 1848. Se trataba de un ejemplar de las poesías en italiano, «Poesie volgari, nuovamente stampate», de Lorenzo de Médici, publicadas en Venecia por Paul Manuce en 1554. Este ejemplar posiblemente perteneció al Cardenal Mazarino, y reapareció en la primavera de 2011 en el mercado inglés de subastas algunos días antes de la London Book Fair.[40]

## Familia
Se casó con Mélanie Jeanne Charlotte Doble, hija del doctor François-Joseph Doble, fundador de la Academia real de medicina, y hermana del barón Joseph-Louis-Léopold Doble.
A pesar del apoyo de Mérimée, que denunciará irregularidades de procedimiento con relación a la cita a comparecer y la publicación del acto de acusación, ella morirá en 1865, sin llegar a obtener la revisión procesal de su esposo, a pesar de la petición que lanzará y presentará al Senado. Será enterrada en París, en el cementerio del Padre-Lachaise, (#5.ª división). 